# Gösta Jahn
Gustaf Adolf Fredrik (Gösta) Jahn, född 14 augusti 1895 i Örebro, död 6 januari 1980 i Marbäck, var en svensk tonsättare, musikdirektör, pianist och organist.  Han var far till bland andra Torbjörn  , Christian, Ingvar och Ragnar Jahn.
Gösta Jahn studerade vid Musikkonservatoriet i Stockholm samt senare för I. Philippe i Paris och W. Fischer i Berlin. Han framträdde som konserterande pianist och organist, bland annat vid upprepade tillfällen i Stockholms stadshus. Bland hans kompositioner märks två symfonier, en pianokonsert, tre stråkkvartetter och en pianokonsert.
Jahn samverkade bland annat med Dan Andersson . I övrigt tolkade han Bach.